# Соєвий йогурт
Соєвий йогурт, відомий також як йофу (йо гурт + то фу) або сойгурт — йогурт, виготовлений з соєвого молока.

## Склад і приготування

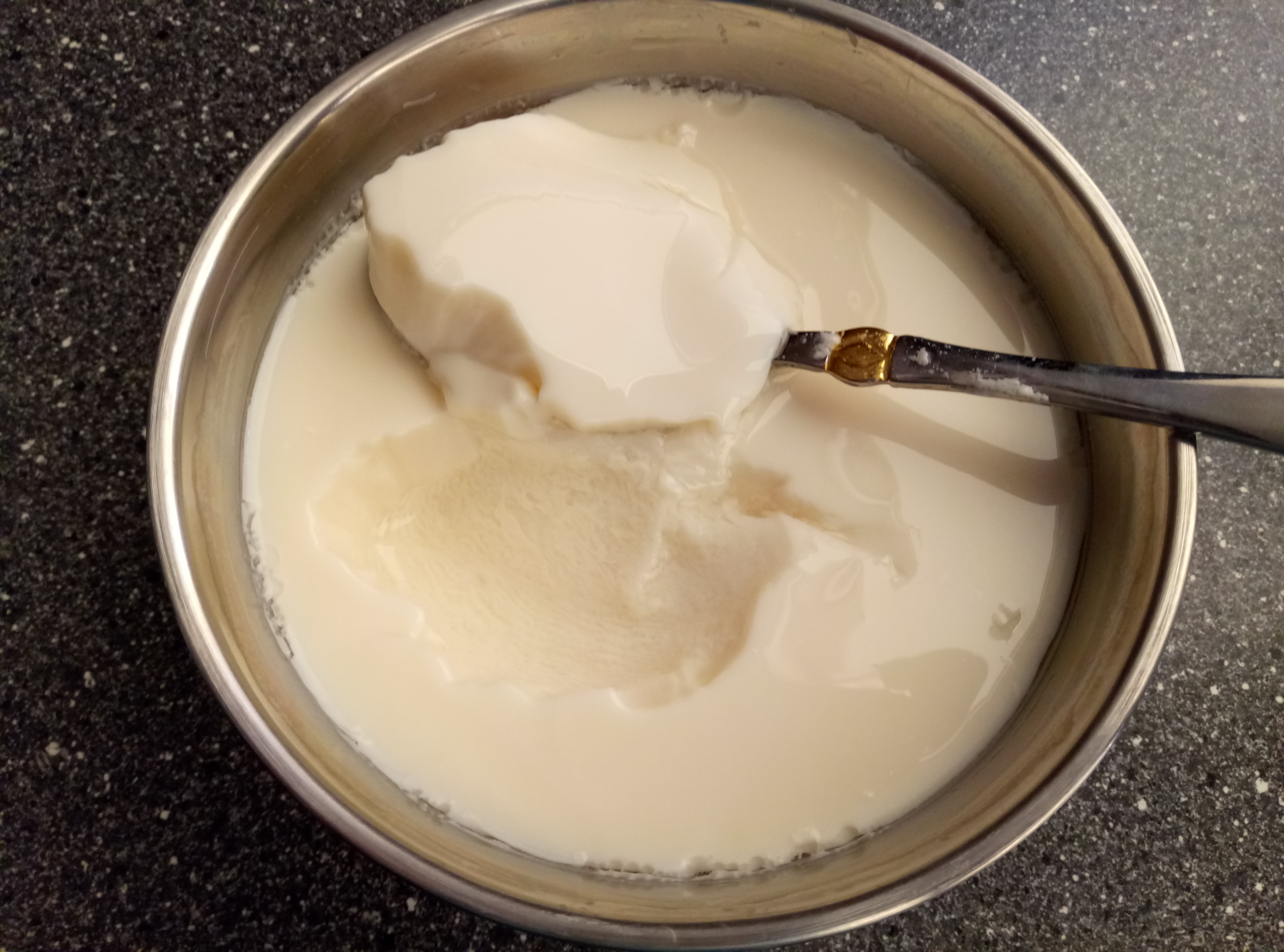
Сойгурт, соєвий йогурт

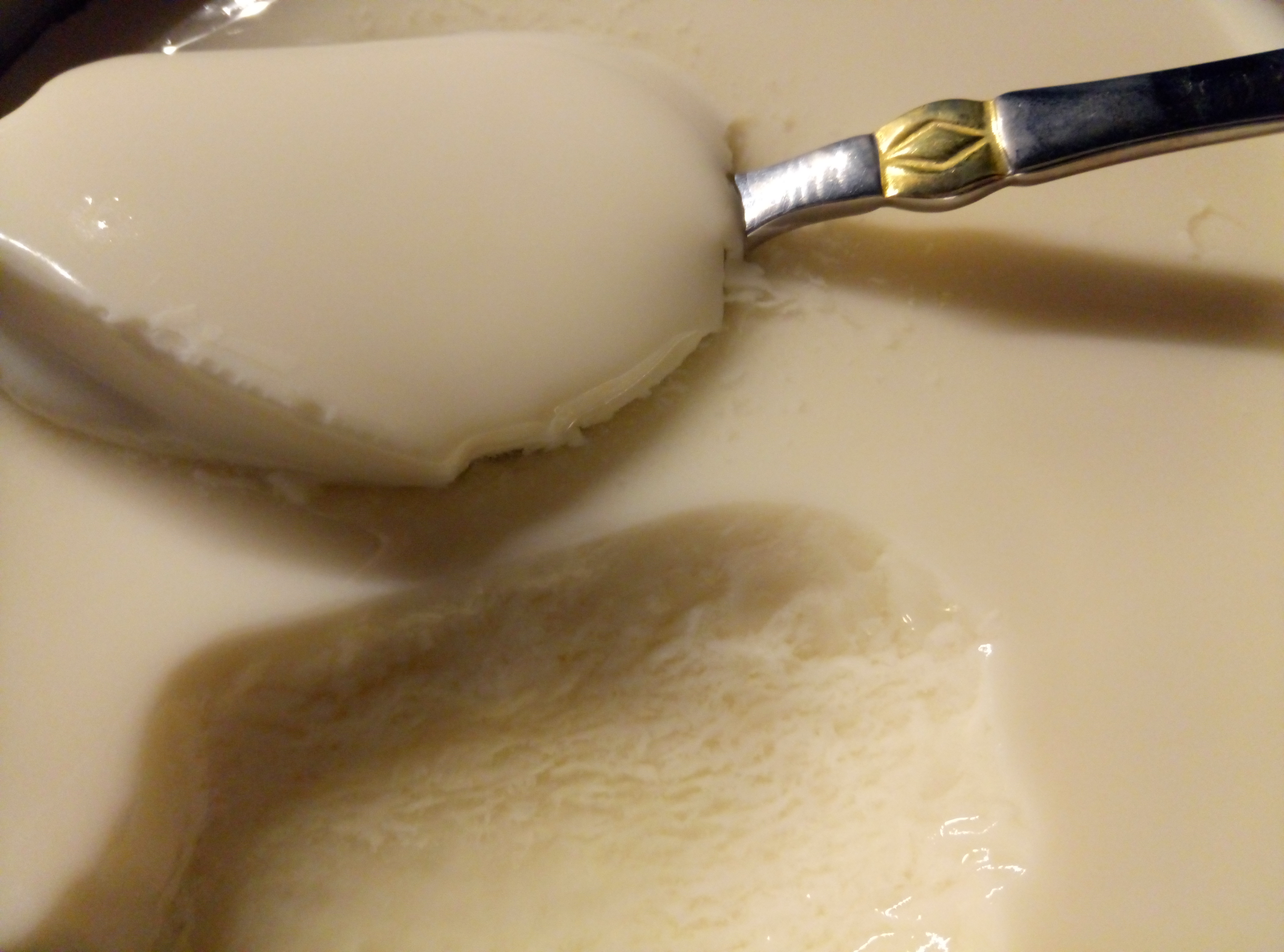
Сойгурт, йофу, соєвий йогурт

Соєвий йогурт виготовляється з соєвого молока шляхом зброджування за допомогою звичайних бактеріальних культур (Lactobacillus delbrueckii subsp. Bulgaricus і Streptococcus salivarius subsp. Thermophilus), в тому числі будь-якою комерційною закваскою для приготування кисломолочних продуктів. При цьому зовсім не обов'язково щоб закваска мала в своєму складі (Lactobacillus delbrueckii subsp. Bulgaricus) але в такому випадку ви отримаєте кисломолочний продукт, який має під собою збірний образ під назвою йогурт.

## Смакові якості
Йогурти, приготовані зі свіжого соєвого молока, часто мають виражений «бобовий» присмак (як правило, для зменшення бобового смаку, досить очистити сою від лушпиння після замочування і на кілька хвилин підігріти в мікрохвильовій печі), в той час як промислово виготовлені йогурти його позбавлені оскільки в своєму складі мають різні смакові добавки (зі смаком карамелі, шоколаду, ванілі тощо) і поліпшувачі смаку (наприклад харчова сода).

## Цільова аудиторія
Продукт підходить для будь-яких споживачів, крім випадків індивідуальної переносимості продуктів з сої. Особливо гарний для веганів і людей з непереносимістю лактози.